# Палацо Пити
Палацо Пити или Палата Пити (итал. Palazzo Pitti) је велика ренесансна палата у Фиренци. Пројектовао ју је Филипо Брунелески или, вероватније, његов ученик Лука Фанчели. као градску резиденцију амбициозног фирентинског банкара Луке Питија. Палата се налази на јужној обали реке Арно, близу Понте Векија.
На југоисточној страни Палате Пити налази се парк Боболи, изузетан споменик пејзажне архитектуре из периода маниризма..

## Историја
Рана историја ове грађевине је мешавина мита и чињеница. По причи, Питијева намера је била да сагради палату која би засенила Палацо Медичи. Тврди се да је Пити захтевао да прозори палате буду већи него улаз у Палацо Медичи. Међутим, грађевина у стварности није могла да се мери са величином ни луксузом палата породице Медичи. Лука Пити је умро 1472, а грађевина је остала недовршена. Архитектонски значај Палацо Пити је у њеној једноставности и строгим линијама. Камена фасада је грубо обрађена у сеоском стилу. Највећи део грађевине потиче из 1458.
Породица Медичи је купила ову палату 1539. и претворила је у резиденцију владара Великог војводства Тоскане. Каснији владари из ове лозе дограђивали су палату и уредили вртове око ње (парк Боболи). Већина доградњи потиче из 17. и раног 18. века.
Током 19-ог века, палату Пити је користио Наполеон Бонапарта, а касније је овде била резиденција краља уједињене Италије. Године 1919. палату је, са њеним богатим уметничким благом, италијанском народу поклонио краљ Виторио Емануеле III.
Данас је палата Пити велика уметничка галерија отворена за јавност. У њој се налази седам музеја. Укупно има 140 соба отворених за посетиоце.

## Палатинска галерија
Палатинска галерија (итал. Galleria Palatina) је главна галерија у Палати Пити. У њој се налази велики ансамбл од преко 500, углавном Ренесансних слика, које су некада представљале приватну уметничку колекцију породице Медичи и њихових наследника, попут војвода Лорене. У њој су, између осталих, изложена дела: Рафаела (11 слика), Тицијана, Ђорђонеа, Перуђина, Коређа, Бронзина, Рубенса и Ван Дајка. Просторије галерије украшене су величанственом барокном декорацијом која је позадина за излагање уметничких дела. Посебно су значајне дворане са митолошком тематиком силикара Пјетра да Кортоне (сале Венере, Аполона, Марса, Јупитера и Сатурна).
У наставку Палатинске галерије су „Краљевски апартмани”, т.ј. 14 соба које је користила породица Медичи, а њихови наследници и за становање. Данашњи изглед ових соба углавном је резултат промена спроведених у 19. веку.

## Палацо Пити у данашње време
Данас, претворена из краљевске палате у музеј, Палацо је у рукама италијанске државе. Некада под „Поло Музеале Фиорентино“, институцијом која управља са двадесет музеја, од 2015. године је одељење Галерије Уфици, као посебна и независна структура у оквиру Министарства културних добара и делатности, и има крајњу одговорност за 250.000 каталогизованих уметничких дела. Упркос својој метаморфози из краљевске резиденције у јавну зграду у државном власништву, палата која се налази на свом узвишеном месту са погледом на Фиренцу, још увек задржава осећај и атмосферу приватне колекције у великој кући. Ово је у великој мери заслуга „Amici di Palazzo Pitti“ (Пријатеља Палацо Питија), организације волонтера и покровитеља основане 1996. године, која прикупља средства и даје предлоге за текуће одржавање палате и колекција, и за стално побољшање њиховог визуелног приказа.

## Друге галерије

### Краљевски апартмани
Ово је апартман од 14 соба, које је раније користила породица Медичи, а у њима су живели њихови наследници. Ове просторије су у великој мери измењене од ере Медичија, последњи пут у 19. веку. Оне садрже колекцију Медичијевих портрета, од којих су многи од уметника Гиуста Сустерманса. За разлику од великих салона који садрже колекцију Палатине, неке од ових просторија су много мање и интимније, и, иако су и даље величанствене и позлаћене, више одговарају свакодневним животним потребама. Намештај периода укључује кревете са балдахином и други неопходан намештај који се не може наћи нигде другде у палати. Краљеви Италије су последњи пут користили Палату Пити током 1920-их. До тада је већ била претворена у музеј, али је за њих резервисан апартман у крилу Меридијана (сада Галерија модерне уметности) када су званично посећивали Фиренцу.

### Галерија модерне уметности
Ова галерија потиче од преуређења Фирентинске академије 1748. године, када је основана галерија модерне уметности. У галерији су били смештени они уметнички радови који су били награђени на конкурсима академије. Палацо Пити је у то време била преуређена у великом обиму и прикупљала су се нова уметничка дела која су украшавала новоуређене салоне. Средином 19. века слике модерне уметности Великог војводе биле су толико бројне да су многе пренете у Палацо дела Кроцета, која је постала први дом новоформираног „Музеја савремене уметности”.
Данас, додатно увећана и распоређена на 30 просторија, ова велика збирка обухвата дела уметника покрета Макијајолија и других модерних италијанских школа с краја 19. и почетка 20. века. Слике уметника Макијајолија су посебно запажене, јер је ова школа тосканских сликара 19. века на челу са Ђованијем Фаторијем представљала ране пионире и осниваче импресионистичког покрета. Назив „галерија модерне уметности” некима може звучати нетачно, јер уметност у галерији покрива период од 18. до почетка 20. века. Ниједан пример касније уметности није укључен у збирку, јер се у Италији „модерна уметност“ односи на период пре Другог светског рата; оно што је уследило опште је познато као „савремена уметност“ (arte contemporanea). У Тоскани се ова уметност може наћи у Центру за савремену уметност Луиђи Печи у Прату, граду око 15 km (9 mi) од Фиренце.

### Ризница великих војвода
Ризница великих војвода (Tesoro dei Granduchi), која се раније звала Музеј сребра (Museo degli Argenti), садржи колекцију непроцењивог сребра, камеја и дела од полудрагог драгог камења, од којих су многа из колекције Лоренца де Медичија, укључујући његову колекцију древних ваза, од којих многе имају додатне деликатне фигурице у сребру из 15 века. Ове просторије, које су раније биле део приватних краљевских станова, украшене су фрескама из 17. века, од којих су најсјајније дело Ђованија да Сан Ђованија, од 1635. до 1636. године. Музеј сребра такође садржи лепу колекцију немачких златних и сребрних артефаката које је купио велики војвода Фердинанд III, после свог повратка из изгнанства 1815. године, након француске окупације.

### Музеј порцелана
Први пут отворен 1973. године, овај музеј је смештен у Касино дел Кавалиере у вртовима Боболи. Порцелан је из многих најпознатијих европских фабрика порцелана, при чему су севрски и мајсенски порцелан добро заступљени. Многи предмети у збирци били су поклони фирентинским владарима од других европских владара, док су остала дела посебно наручена од стране Великог кнежевског двора. Посебно треба истаћи неколико великих сервиса за вечеру фабрике Винценес, касније преименоване у Севр, и колекцију малих биск фигурица.

### Галерија костима
Смештен у крилу познатом као „Палацина дела Меридијана”, ова галерија садржи колекцију позоришних костима од 16. века до данас. То је такође једини музеј у Италији који детаљно описује историју италијанске моде. Она је једна од новијих колекција палате, коју је основао 1983. године Кирстен Ашенгрин Пјаценти; апартман од четрнаест просторија, Меридијана апартмани, завршени су 1858. године.

## Галерија значајних дела
- Фра Филипо Липи: Тондо Бартолини (1465)
- Рафаел: Портрет Ањоло Донија (1506)
- Рафаел: Мадона дела Сеђола (1514)
- Рафаел: Жена са велом (између 1512. и 1515)
- Тицијан: Портрет папе Јулија II (око 1545)
- Каравађо: Портрет фра Антонија Мартелија (1610)
- Рубенс: Четири филозофа (1611)
- Пјетро да Кортона: Алегорија куће Медичи (1643-44)
- Пјетро да Кортона: фреско и штуко декорација у Сали Јупитера
- Антонио Канова: Венера италика (детаљ, 1810)

## Остале галерије
- Галерија модерне уметности
- Трезор Великих војвода
- Музеј порцелана
- Галерија костима
- Музеј кочија